# Atlantic City
Atlantic City – miasto w północno-wschodniej części Stanów Zjednoczonych, w hrabstwie Atlantic, w stanie New Jersey, nad Atlantykiem. Obecnie kąpielisko morskie; ośrodek przemysłu elektronicznego i elektrotechnicznego; centrum hazardu na wschodnim wybrzeżu USA.

## Historia
Miasto zostało założone w 1854 r. jako ośrodek wypoczynkowy. W 1870 r. została w nim zbudowana pierwsza w USA nadmorska promenada. Początkowo było ośrodkiem zaplanowanym z myślą o najbogatszych przyjezdnych, jednak z czasem stała się miejscem wypoczynku robotników z szybko rozbudowującej się Filadelfii. W latach 1920. miasto zaczęło się szybko rozbudowywać, a wielkie hotele zaczęły powstawać w miejsce dawnych pensjonatów. Na początku lat 30. XX wieku Atlantic City zamieszkiwało 66 000 mieszkańców i jest to najwyższa liczba w historii miasta. W okresie prohibicji władze miasta tolerowały handel nielegalnym alkoholem, dzięki czemu miasto zyskało na popularności. Po zakończeniu II wojny światowej miasto zaczęło podupadać, a turyści z aglomeracji północno-wschodniego wybrzeża zaczęli wybierać Florydę. W drugiej połowie lat 1960. spora część hoteli stała pusta, w związku z czym część z nich przebudowano na mieszkania.
W 1974 r. w New Jersey odrzucono w referendum propozycję legalizacji hazardu w stanie, jednak dwa lata później odbyło się referendum w sprawie legalizacji tego przemysłu w samym Atlantic City i tym razem mieszkańcy stanu wyrazili zgodę na zmiany. W drugiej połowie dekady w mieście zaczęły powstawać liczne kasyna – pierwsze zainaugurowało działalność 26 maja 1978 r. Na początku lat 1990. w hazardzie pracowało w mieście ok. 38 000 ludzi. Jednym z inwestorów stawiających kasyna w mieście był Donald Trump (właściciel czterech kasyn, otwartych w 1984, 1985, 1990 i 1996 r.).
Z czasem miasto zaczęło tracić na znaczeniu, gdy biznes hazardowy zaczął podupadać. Upadły także kasyna Donalda Trumpa (1991, 1992, 1999 i 2009 r.). Przez ostatnie lata miasto powoli traciło swój unikatowy charakter, w miarę jak różne formy legalnego hazardu stają się stopniowo coraz bardziej dostępne na całym obszarze Stanów Zjednoczonych. W 2014 r. nastąpiło zamknięcie czterech z dwunastu kasyn, co spowodowało zwolnienie 8000 ludzi i zmniejszyło wpływy z podatków do kasy miasta. W lutym 2015 r. stopa bezrobocia osiągnęła rekordowe 12,5%, a dwa miesiące później miastu groziła niewypłacalność.

## Gospodarka
W mieście rozwinął się przemysł spożywczy, elektroniczny oraz elektrotechniczny.

## Media

### Prasa
- The Press of Atlantic City
- Atlantic City Weekly
- The Courier-Post
- The Philadelphia Daily News
- The Philadelphia Inquirer
- The Star Ledger
- The Trenton Times
- The Trentonian

### Radio
- WAJM Radio 88.9FM, Atlantic City
- WILW Radio 94.3FM Avalon
- WAYV Radio 95.1FM Atlantic City
- WFPG Radio 96.9FM Atlantic City
- TKU Radio 98.3FM Ocean City
- WZXL Radio 100.7 FM Wildwood
- WIXM Radio 97.3FM Millville
- WJSE-FM Radio 106.7FM North Cape May
- WKXW Radio 1450am Atlantic City
- WMGM Radio 103.7FM Atlantic City
- WNJN Radio 89.7FM Atlantic City
- WOND Radio 1400am/1580am Pleasantville
- WPUR Radio 107.3FM Atlantic City
- WSJO Radio 104.9FM Egg Harbor City
- WXXY Radio 88.7FM Port Republic/Atlantic City

### Telewizja
- WQAV-TV Channel 13 Atlantic City
- WMGM-TV Channel 40 Atlantic City
- WMCN-TV Channel 53 Atlantic City
- W60CX-TV Channel 60 Atlantic City
- WWSI-TV Channel 62 Atlantic City

## W kulturze
Nazwy nieruchomości na standardowej (amerykańskiej) planszy do gry Monopoly zaczerpnięte zostały od ulic w Atlantic City.